# Pedro de Hamelín

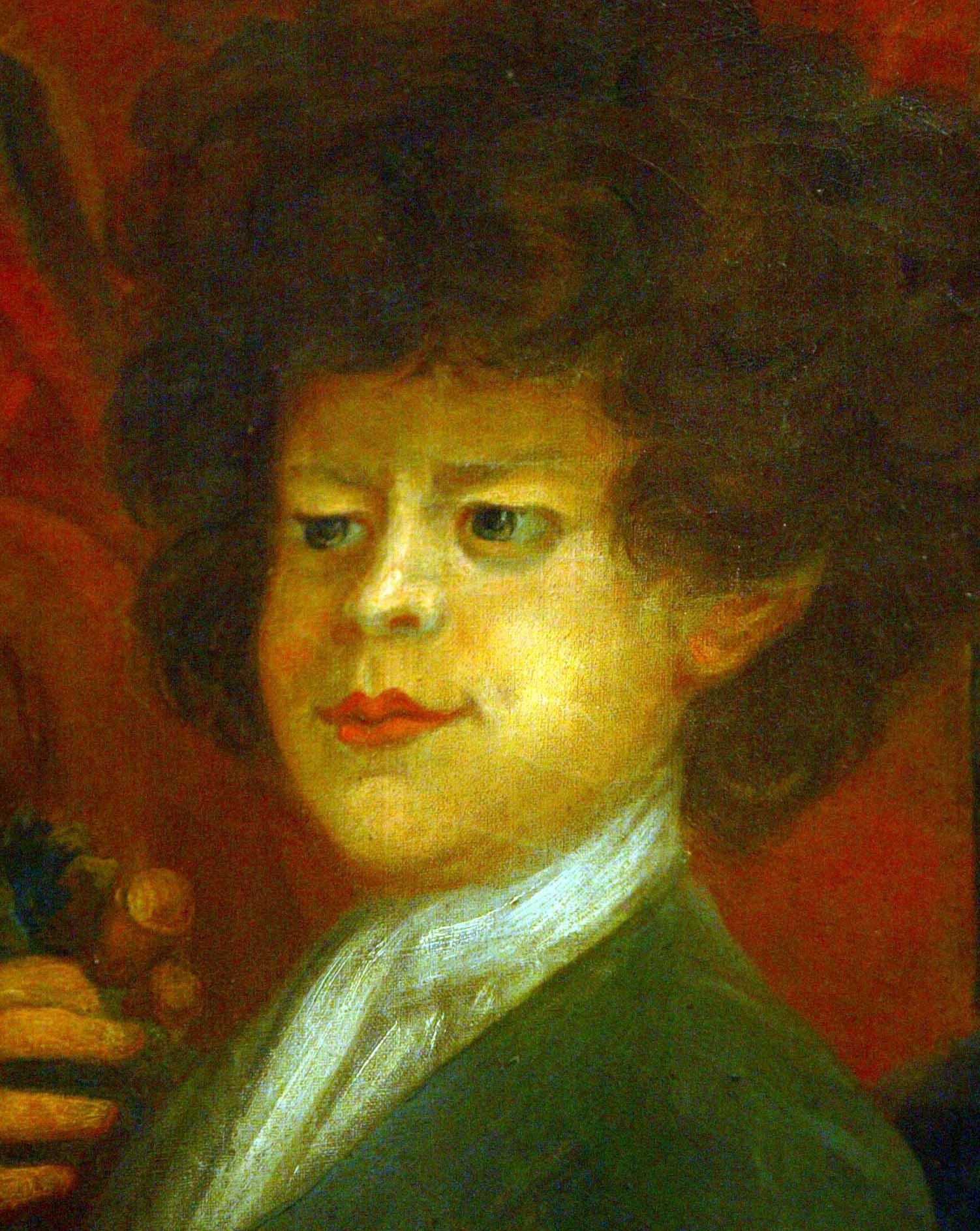
Retrato de Peter.

Pedro de Hamelín, Peter de Hameln y Wild Peter (fl. 1713-1785) son varias de las designaciones por las que se conoce a un adolescente salvaje que entró en contacto con la sociedad humana en Alemania a principios del siglo XVIII.

## Antecedentes
Jürgen Meyer, campesino que trabajaba en la cosecha cerca de la localidad alemana de Hamelín en el verano de 1724, descubrió a una criatura desnuda, de tez tostada y abundante pelo negro, que trotaba por los campos. Tenía la talla de un muchacho de doce años y no articulaba palabra. Alrededor del cuello llevaba restos de una camisa y sus piernas estaban bronceadas, pero no sus muslos, lo que parecía indicar que hubiese usado calzones, pero no calcetines. Su descubridor logró atraerle hacia el pueblo con el sencillo expediente de mostrarle un par de manzanas, como ofreciéndoselas. Una turbamulta de chiquillos alborotadores se congregó a su paso, por lo que hubo de ponérsele a salvo en la cárcel del lugar, si bien enseguida fue trasladado al hospital o asilo del Espíritu Santo por orden del alcalde. El nombre de Peter o Pedro fue el que le asignaron los niños en sus griteríos y mediante el que se le conoció durante el resto de su vida.

## Estudio y tratamiento
Pedro daba pocas muestras de civilidad y trató de escaparse de su albergue repetidamente, ya fuese por la puerta o por las ventanas. Se mantenía siempre alerta y desconfiado, sentado en cuclillas o colocado a cuatro patas como un animal. Comía hierba, verduras y carne crudas con avidez, pero no prestaba ninguna atención a los alimentos cocinados. No le gustaba llevar vestimenta ni zapatos, pero terminó aprendiendo a usarlos. En cambio le gustaba llevar sombrero, que le divertía arrojar a los estanques para verlo flotar como un barco.  
Pedro era de complexión mediana y bastante peludo. Su oído y su olfato se consideraron muy buenos y resultaba claro que le gustaba la música, pues murmuraba los sones que oía. Para evitar su fuga se le puso una vigilancia constante, que pronto logró mantenerle a raya por el simple hecho de amenazarle con una vara, pues sentía gran temor a ser azotado. Un médico que le reconoció formuló la opinión de que tenía deformaciones en la lengua que le impedían hablar.
Pedro estuvo poco tiempo en Hamelín, donde vivió en casa de un sastre, por quien se dijo que sintió el mayor afecto de toda su vida. En octubre de 1725 se le envió a Hannover como "invitado" de la familia real, que acababa de acceder a la Corona inglesa. En febrero de 1726 se le envió a Londres como posesión de Jorge I de Inglaterra, duque de Hannover, probablemente como entretenimiento cortesano, pero oficialmente porque deseaba que el caso fuese estudiado por métodos científicos. Fue entregado para ello a Carolina, princesa de Gales, que a su vez lo envió al doctor John Arbuthnot, médico y polímata escocés, amigo de Alexander Pope y de Jonathan Swift, quienes probablemente también examinaron al fenómeno. Su popularidad inicial en Inglaterra fue tal que un contemporáneo llegó a decir que su encuentro había sido "más notable que el descubrimiento de Urano".
Se ignoran los propósitos que guiaran las actuaciones de Arbuthnot ni qué procedimientos utilizara para examinar a Pedro, pues si llegó a redactar algún informe al respecto no ha quedado para la posteridad. Por un relato indirecto se conocen en cambio sus conclusiones, que alcanzó con aparente suma rapidez: "el Dr. Arbuthnot comprendió pronto que no podía esperarse obtener de este muchacho imbécil ningún descubrimiento psicológico ni antropológico instructivo, por lo que, dos meses después, el filosófico médico solicitó para el muchacho una pensión suficiente, que le fue concedida".
Conforme se hizo mayor, Pedro aceptó una dieta más variada y en cantidades más moderadas, pues se dice que al principio comía por dos. Le gustaba estar junto al fuego y no despreciaba un vaso de licor, pero durante toda su vida mostró la más absoluta indiferencia por el dinero y por las mujeres. Nunca se le vio reír. Llegó a poder prestar alguna pequeña ayuda en la cocina o en las tareas del campo, pero sin que se pudiese prescindir de la supervisión continua de lo que hacía. 
Hubo muchos voluntarios ilustrados que trataron de civilizarle y de enseñarle a hablar, con la esperanza de que pudiera contar así a los demás algo sobre su existencia anterior y de conocer el funcionamiento de su mente, supuestamente "pura" y "natural". Pero nunca llegó a hablar y difícilmente logró articular unas cuantas palabras, apenas comprensibles.

## Epílogo
Una vez pensionado, Pedro quedó primeramente a cargo de una camarera de la reina y luego fue enviado a vivir con un campesino de Hertfordshire. En 1746 se escapó o se perdió, llegando a Norfolk. Allí se le volvió a custodiar en la prisión, pero su anterior popularidad hizo que se le reconociera y que fuera devuelto a Hertfordshire, donde pasó el resto de sus días. Se dice que murió en febrero de 1785.
En marzo de 2008, después de que se divulgara que el "best seller" Survivre avec les loup (Sobreviviendo con lobos) era una estafa, hubo un debate importarte en los medios franceses (periódicos, radio e inclusive en televisión) sobre los numerosos casos de niños ferales falsamente acreditados: aunque hay numerosos libros sobre este asunto, casi ninguno de ellos ha sido basado en archivos, los autores usan información impresa bastante dudosa de segunda o tercera mano.  De acuerdo con el cirujano francés Serge Arole, quien ha escrito un estudio general sobre los niños ferales basado en archivos (L'Enigme des Enfants-loups o The Enigma of Wolf-children, 2007), casi todos estos casos son estafas escandalosas o historias totalmente ficticias.